# 五位堂村
五位堂村（ごいどうむら）は奈良県北西部、北葛城郡に属していた村。現在の香芝市東部から南部（五位堂一丁目から六丁目）、近鉄大阪線五位堂駅、和歌山線JR五位堂駅周辺にあたる。

## 歴史
- 1889年（明治22年）4月1日 - 町村制の施行により、葛下郡瓦口村・鎌田村・五位堂村・別所村・良福寺村の区域をもって五位堂村が発足。
- 1897年（明治30年）4月1日 - 所属郡を北葛城郡に変更。
- 1956年（昭和31年）4月1日 - 下田村・二上村・志都美村と合併して香芝町が発足。同日五位堂村廃止。

## 経済

### 産業
農業
『大日本篤農家名鑑』によれば、五位堂村の篤農家は「平越、鎌田、瀧口、秋山、大倉」などがいた。

### 納税
『資産家一覧表』によれば、五位堂村の所得税納税者は「鎌田、高垣、津田、黒川、澤田、平井、平越、杉田」等がいた。営業税納税者は「辻本、大倉、澤田、杉田、津田、黒川、仲田」等がいた。

## 地域

### 施設
宗教
- 徳藏院（黄檗宗）
  - 庚申塔
- 圓融寺（浄土真宗本願寺派）
- 寳樹寺（五位殿寶樹寺、宝樹寺、浄土宗）
- 十二社神社

### 医療
医師
- 三村順積[3]

## 交通

### 鉄道路線
- 近畿日本鉄道
  - 大阪線
    - 五位堂駅
- 日本国有鉄道
  - 和歌山線
    - 五位堂信号場

### 道路
- 二級国道165号（現：国道165号）

## 出身人物
- 大倉勝治（奈良県多額納税者、酒造業）[4]
- 西村栄一（衆議院議員、民社党委員長） - 鎌田村出身[5]。西村眞悟の父。